# Alexander Schweitzer
Alexander Schweitzer (Landau in der Pfalz, 17 de septiembre de 1973) es un político alemán del SPD que desde 2024 se desempeña como Ministro presidente del Estado federado de Renania-Palatinado. Desde 2021 hasta 2024 se desempeñó como Ministro de Trabajo del Estado de Renania-Palatinado, y desde 2014 hasta 2021 fue presidente del grupo parlamentario del SPD en el Parlamento Regional de Renania-Palatinado. Desde 2017 forma parte de la directiva federal del SPD.

## Biografía

### Formación y primeros años
Schweitzer es hijo de un barquero fluvial y pasó sus primeros seis años de vida a bordo de barcos de carga en rutas entre Karlsruhe y Róterdam. Tras completar su educación secundaria en Bad Bergzabern en 1993, estudió Derecho en la Universidad Johannes Gutenberg de Maguncia, donde se graduó en 2001.

### Carrera profesional y política
Después de su graduación, trabajó en una agencia del estado de Baden-Württemberg dedicada a la evaluación y gestión de calidad en la educación superior. En 2005, fue nombrado director de proyectos en el Steinbeis-Transferzentrum IPQ en Heidelberg y también ejerció como docente en la Berufsakademie Mosbach.

#### Estatal
En 2009, Schweitzer fue nombrado Secretario de Estado en el Ministerio de Economía de Renania-Palatinado. Posteriormente, entre 2011 y 2014, se desempeñó como Secretario General del SPD en Renania-Palatinado. Desde 2014 hasta 2021, fue presidente del grupo parlamentario del SPD en el Parlamento Regional de Renania-Palatinado. Entre 2021 y 2024, ocupó el cargo de Ministro de Trabajo, Asuntos Sociales, Transformación y Digitalización en el gabinete de Malu Dreyer.
El 10 de julio de 2024, tras la renuncia de Malu Dreyer, Schweitzer fue elegido como el noveno Ministro Presidente de Renania-Palatinado por el parlamento estatal.

#### Federal
En las negociaciones para formar una Gran Coalición federal en 2025, Schweitzer encabezó la delegación del SPD en el grupo de trabajo sobre economía, industria y turismo, colaborando con representantes de la CDU y la CSU.

## Vida personal
Alexander Schweitzer está casado y tiene tres hijos. Reside en Bad Bergzabern, en el distrito de Südliche Weinstraße. Es de confesión católica y mide 2,06 metros de altura. 